# Port d'Amirabad
Le port d'Amirabad (en persan : بندر_امیرآباد) est un port iranien sur la Mer Caspienne, situé au nord de la ville de Behchahr dans la province de Mazandéran en Iran. Seul port du nord du pays connecté au réseau ferroviaire, il s'agit du troisième plus grand port de la mer Caspienne. Il est situé au sein de la zone économique spéciale d'Amirabad.

## Infrastructure
Le port bénéficie de 15 postes de quai d'une capacité annuelle de 7,5 millions de tonnes